# Max Contag

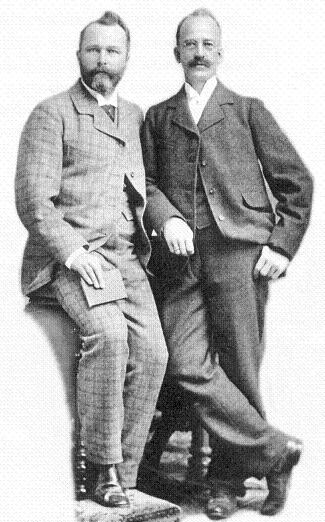
Max Contag (links) & Christian Havestadt

Max Contag (* 4. Juni 1852 in Numeiten (Ostpreußen); † 15. Juni 1930 in Berlin) war ein deutscher Bauingenieur.

## Leben
In Ostpreußen geboren, siedelte Contag bereits in jungen Jahren nach Berlin über. Hier besuchte er das Gymnasium zum Grauen Kloster (Abitur 1870) und anschließend die Bauakademie, wo er im Akademischen Verein Motiv aktiv wurde. Nach erfolgreicher staatlicher Prüfung zum Regierungsbaumeister im Jahr 1878 war er zuerst im Staatsdienst im preußischen Wasserbaudienst an der Netze tätig. Am 8. Oktober 1882 gründete er zusammen mit seinem Studienfreund und Bundesbruder Christian Havestadt die Ingenieurfirma Havestadt & Contag, die sich auf die Bearbeitung und Bauleitung von Ingenieurbauten spezialisierte. Als bedeutendstes Werk der sehr erfolgreichen Firma gilt der Teltowkanal, der unter der Bauleitung von Havestadt & Contag errichtet wurde. 1920 zog er sich aus der Firma zurück, blieb aber weiter als Fachautor und Gutachter aktiv.
In der Stadtgemeinde Berlin-Wilmersdorf war Contag Stadtverordneter.

Familiengrab Contag auf dem Friedhof Wilmersdorf

Contags Grab befindet sich auf dem Friedhof Wilmersdorf.

## Ehrungen
- 1896: Ernennung zum Königlichen Baurat[1]
- 1904: Großer Preis auf der Weltausstellung in St. Louis
- 1917: Verleihung des Titels Geheimer Baurat
- 1919: Wahl in die Preußische Akademie des Bauwesens.
- Ehrenmitglied des Akademischen Vereins Motiv

## Belege
1. ↑  Deutsche Strassen- und Kleinbahn-Zeitung, 12. März 1896, 9. Jahrgang, Nr. 11, S. 143.